# Be My Wife (film fra 1921)
Be My Wife er en amerikansk stumfilm fra 1921 af Max Linder.

## Medvirkende
- Max Linder som Max
- Alta Allen som Mary
- Caroline Rankin som Agatha
- Lincoln Stedman som Archie
- Rose Dione som Madame Coralie
- Charles McHugh som Mr. Madame Coralie
- Viora Daniel som Mrs. Du Pont
- Arthur Clayton som Mr. Du Pont